# Девід Вебб Піплз
Девід Вебб Піплз (англ. David Webb Peoples; 1940) — американський сценарист.

## Біографія
Народився 1940 року в США, місті Міддлтаун, штату Коннектикут в сім'ї Рут та Джо Вебб Піплза.
Піплз працював як монтажер фільмів у 1970-х роках, і саме тоді почав писати сценарії для майбутніх робіт. Проте повноцінна кар'єра як сценариста почалася, коли Девіда найняли як співавтора для роботи над фільмом "Той, що біжить по лезу" (1982). Це сталося після того, як режисер Рідлі Скотт і сценарист Хемптон Фенчер не розділили між собою творчих поглядів. Згодом Піплз почав працювати з Голлівудськими студіями над такими картинами як "Леді-яструб" (1985)  та "Левіафан" (1989).

## Фільмографія
| Рік  | Назва (укр.)              | Назва (англ.)         | Сценарист | Режисер | Примітка                                                     |
| ---- | ------------------------- | --------------------- | --------- | ------- | ------------------------------------------------------------ |
| 1981 | «День після Трійці»       | The Day After Trinity | Так       | Ні      | спільно з Джанетом Піплзом, також монтажер                   |
| 1982 | «Той, хто біжить по лезу» | Blade Runner          | Так       | Ні      | адаптація роману «Чи мріють андроїди про електричних овець?» |
| 1985 | «Леді-яструб»             | Ladyhawke             | Так       | Ні      | спільно з Томом Манкієвічем та Едвардом Хмарою               |
| 1989 | «Левіафан»                | Leviathan             | Так       | Ні      | спільно з Джебом Стюартом                                    |
| 1989 | «Кров героїв»             | The Blood Of Heroes   | Так       | Так     |                                                              |
| 1990 | «Фатальне небо»           | Fatal Sky             | Так       | Ні      |                                                              |
| 1992 | «Непрощений»              | Unforgiven            | Так       | Ні      |                                                              |
| 1992 | «Герой»                   | Hero                  | Так       | Ні      |                                                              |
| 1995 | «12 мавп»                 | 12 Monkeys            | Так       | Ні      | спільно з Джанетом Піплзом                                   |
| 1998 | «Солдат»                  | Soldier               | Так       | Ні      |                                                              |